# Comtat d'Anna
El Comtat d'Anna va ser creat pel Rei Felip III de Castella en 1604 sobre la base dels territoris de les baronies i llocs dels actuals municipis valencians d'Anna, Énguera, Agres, Finestrat, Palmera Pedreguer, Piles i Relleu. Així mateix, D. Ferran Pujades Olim Borja i la seua esposa Francesca Alapont Ferrer, Senyora de Relleu, serien els primers Comtes d'Anna, un matrimoni que va tindre tres fills: Leonor, Juan, Luis i Isabel. El segon d'ells, heretaria pel seu compromís matrimonial amb Maria Mateu la Vila i Comtat d'Anna i el Marquesat de Navarrés.
Passat el temps, van ser els Cervellón i els Hernán Núñez, els qui es van fer càrrec de la propietat de la Vila d'Anna, els quals es van limitar a la seua administració econòmica, de la qual formaven part habitatges, pobladors, fruits, arbres, bestiar i territori en la mateixa proporció. Les unions familiars fruit dels matrimonis i les vendes produïdes anaven dirigides a engrossir un patrimoni territorial i nobiliari que va acabar acumulant-se en el Ducat d'Hernán Núñez, que com a títol de rang superior va acabar per diluir els Comtats d'Anna i de Cervellón. Malgrat això, en els últims cinquanta anys, es va crear un corrent d'opinió en la qual es considerava acceptable la denominació de "Cervellón" per a referir-se a la Casa Senyorial de la Plaça dels Àlbers, encara que no consta que cap d'ells arribara a habitar-la. A aquesta creença hi contribueix la llegenda que relata Escolano sobre les portes de Cristall en referència al Comte d'Anna, que no de Cervellón, i que pel context històric, després de l'expulsió dels moriscos, havien d'anar referides a l'aleshores primer Comte d'Anna, que va ser l'únic dels senyors de la Vila que va mantindre un contacte directe i efectiu sobre la localitat i els seus pobladors.